# Janko Drašković
Grof Janko Drašković (Zagreb, 20. listopada 1770. – Radgona ( Bad Radkersburg), 14. siječnja 1856.), bio je hrvatski političar, "najstariji hrvatski preporoditelj". Prvi predsjednik Matice hrvatske.
Hrvatska velikaška obitelj Drašković, čije rodoslovlje seže u 15. stoljeće, dala je niz istaknutih ratnika, političara i crkvenih dostojanstvenika. Mnogi članovi obitelji isticali su se visokom naobrazbom, a četvorici je bila povjerena i časna služba hrvatskog bana. 

## Životopis
Najpoznatiji član obitelji – grof Janko Drašković rodio se 20. listopada 1770. godine u Zagrebu. Sin je pukovnika, grofa Ivana VIII. i Eleonore Felicite, rođ. Malatinski. Bio je jedan od najobrazovanijih ljudi svog doba u Hrvatskoj. Govorio je i pisao hrvatski, latinski, njemački, francuski, talijanski, mađarski i rumunjski jezik, a poznavao je i sve slavenske jezike. Osnovnu izobrazbu stekao je privatnim poukama na obiteljskim imanjima Brezovica, Rečica kraj Karlovca i u mjestima u kojima je njegov otac kao časnik austrijske vojske bio na službi. Pohađao je zagrebačku  Klasičnu gimnaziju. Studij prava i filozofije završio je u Beču. U mladosti se posvetio vojnoj karijeri u austrijskoj vojsci i sudjelovao je  (od 1789. do 1792. godine) u ratu protiv Francuza postigavši čin natporučnika. Vojsku je morao prekinuti, vjerojatno zbog bolesti, krajem 1792. godine. No, ipak od 1802. do 1805. godine sudjelovao je u protufrancuskim ratovima u Dalmaciji, kada je prvo imao čin potpukovnika, a potom čin pukovnika. Nakon smrti prve supruge Cecilije vjenčao se 1808. godine s barunicom Franciskom Kulmer von Rosenpichl und Hohenstein (1788. – 1846.). Ponovno je sudjelovao u protunapoleonskim ratovima od 1809. do 1811. godine.
Kao čovjek snažnih domoljubnih osjećaja – ušao je u krug najistaknutijih sudionika hrvatskog narodnog preporoda, premda su mu bile već 62 godine kada se aktivno pridružio narodnom pokretu. Potkraj 1832. godine grof Janko Drašković je u Karlovcu objavio politički spis pisan štokavskim narječjem, naslovljen Disertacija iliti razgovor darovan gospodi poklisarom, koji zapravo predstavlja prvi cjeloviti i zreli nacionalni program u hrvatskoj kulturnoj i političkoj povijesti. Disertacija je, što ukazuje i puni naslov spisa, zapravo bila politički naputak za buduće zastupnike koje je Hrvatski sabor trebao izabrati za zajednički Ugarsko-hrvatski sabor u Požunu (današnja Bratislava). Grof Drašković savjetuje buduće zastupnike da se založe za ujedinjenje svih hrvatskih zemalja u jednu političku cjelinu koju on naziva Velika Ilirija, a koja bi obuhvaćala (tadašnju) Hrvatsku, Slavoniju, Dalmaciju, Vojnu krajinu, Rijeku i Bosnu, i slovenske zemlje Kranjsku, Štajersku i Korušku.
Grof Drašković je i književno sudjelovao u hrvatskom preporodu, te je 1835. godine u Danici objavio tri pjesme („Poskočnica“, „Pĕsma domorodska“ i „Napitnica ilirskoj mladeži“) u kojima slavi domovinu, slobodu i vino i osuđuje narodne izdajice. Godine 1836. godine u istome časopisu objavio je pjesmu „Mladeži ilirskoj“ u kojoj zadužuje mladež za uvođenje „domorodnog jezika“.
Grof Drašković je potaknuo i rad Ilirske čitaonice koja je ponajviše njegovom zaslugom i osnovana 1838. godine i ubrzo postala žarištem hrvatskog preporoda. Do 1848. godine kada se povukao iz vodstva bio je prvak Narodne stranke. 

### Smrt
Umro je 14. siječnja 1856. godine u Radgoni (Bad Radkersburg), u Štajerskoj, gdje je bio na liječenju u radgonskoj bolnici. Pokopan je na groblju u Gornjoj Radgoni (Oberradkersburg) zato što Radgona sve do početka 20. stoljeća nije imala vlastito groblje. Od 13. lipnja 1893. godine, kada su njegovi posmrtni ostatci preneseni, počiva u Ilirskoj arkadi na zagrebačkom groblju Mirogoju. 
Kad je umro, osiromašen, u Radgoni, oglasili su se poštovatelji njegova domovinskoga djela: među njima dva najveća hrvatska pjesnika — Ivan Mažuranić i Petar Preradović.
Kad su njegovi posmrtni ostatci bili preneseni u zajedničku grobnicu na Mirogoju 1893. godine, Hrvatsko sveučilišno literarno društvo Zastava objavilo je malu, lijepo opremljenu spomenicu kao zahvalu za sve ono što je napravio za hrvatski narod i za hrvatsku mladež.

## Djela
- Disertatia iliti Razgovor Darovan Gospodi Poklisárom Zakonskim y buduchjem Zakonotvorzem Kraljevinah nasih Za buduchu Dietu Ungarsku odaslanem, Karlovac 1832.; Leipzig, 1834.; pretisak Karlovac, 1991.
- Ein Wort an Iliriens hochherzige Töchter über die ältere Geschichte und neueste literarische Regeneration ihres Vaterlandes, Zagreb, 1838.; Prag, 1845.
- Gedrengte(!) historisch-politische Darstellung des Ungari-schen Landtages, 1832–1834., (u rukopisu)

## Spomen
- 2020.: Hrvatska pošta u seriji Znameniti Hrvati izdala je prigodnu marku s njegovim likom i prigodnu omotnicu prvog dana na kojoj su Lelja Dobronić, Ivan Krstitelj Rabljanin i grof Janko Drašković. Autor maraka je Duje Šegvić, splitski dizajner.[8]
- 2023.: 10. veljače, u Matici hrvatskoj u Zagrebu prigodom obilježavanja Dana Matice hrvatske otkriveno je njegovo poprsje (rad akademskoga kipara Stipe Sikirice).[9]

## Vanjske poveznice

### Sestrinski projekti
|  | Zajednički poslužitelj ima još gradiva o temi Janko Drašković |

### Mrežna sjedišta
- Janko Drašković, Kolo, broj 3, 2007.
- Drašković, Janko, Hrvatski biografski leksikon, Mladen Švab (1993.)
- Disertacija iliti razgovor darovan gospodi poklisarom, dizbi.hazu.hr